# 온양용화고등학교
온양용화고등학교(溫陽龍禾高等學校)는 대한민국 충청남도 아산시 용화동에 있는 공립 고등학교이다.

## 학교 연혁
- 2002년 12월 20일 : 온양용화고등학교 설립 인가
- 2004년 6월 29일 : 학급 편제 및 정원 배정(완성 30학급)
- 2005년 3월 4일 : 개교 및 제1회 입학식
- 2010년 10월 20일 : 기숙사(미르학사) 개관
- 2024년 1월 3일 : 제17회 졸업식(347명, 총5,668명)
- 2024년 3월 1일 : 제9대 방상욱 교장 부임
- 2024년 3월 4일 : 제20회 입학식(431명)

## 참고 자료
- 온양용화고등학교 - 한국교육학술정보원 학교알리미